# Станція Кучури
станція Кучури (рос. Станция Кучуры) — селище в Сенгилєєвському районі Ульяновської області Російської Федерації.
Населення становить 219 осіб. Входить до складу муніципального утворення Силикатненське міське поселення.

## Історія
Населений пункт розташований на території українського культурного та етнічного краю Жовтий Клин.
Від 2004 року входить до складу муніципального утворення Силикатненське міське поселення.

## Населення
| 2010 |
| ---- |
| 219  |